# 526
Раннє Середньовіччя. У Східній Римській імперії триває правління Юстина I. Наймогутнішими державами в Європі є Остготське королівство на Апеннінському півострові, де завершилося правління Теодоріха Великого, та Франкське королівство, розділене на частини між синами Хлодвіга. У Західній Галлії встановилося Бургундське королівство.
Іберію та частину Галлії займає Вестготське королівство, Північну Африку — Африканське королівство вандалів та аланів, у Тисо-Дунайській низовині лежить Королівство гепідів. В Англії розпочався період гептархії.
У Китаї період Північних та Південних династій. На півдні править династія Лян, на півночі — Північна Вей. В Індії правління імперії Гуптів. У Японії триває період Ямато. У Персії править династія Сассанідів.
На території лісостепової України в VI столітті виділяють пеньківську й празьку археологічні культури. VI століття стало початком швидкого розселення слов'ян. У Північному Причорномор'ї співіснують різні кочові племена, зокрема гуни, сармати, булгари, алани.

## Події
- Папа Римський Іван I повернувся зі своєї місії в Константинополі. Оскільки місія була успішною тільки частково, Теодоріх Великий, який сповідав аріанство, звелів кинути Папу до в'язниці й почав готувати указ про конфіскацію майна католицьких церков.
- 30 серпня Теодоріх Великий помер від дизентерії.
- Новим правителем Італії став 10-річний онук Теодоріха Аталаріх. Опіку над ним здійснювала його мати Амаласунта. Остготське королівство на той час включало Італію, Сицилію, Іллірик, Корсику й Сардинію.
- У Закавказзі розпочалася війна між Персією та Візантією.
- Надзвичайно потужний землетрус у Сирії спричинив до 300 тис. жертв.
- Папа Іван I помер у в'язниці від голоду. 54-м Папою Римським став призначений Теодоріхом Великим Фелікс IV.

## Померли
- Теодоріх Великий, віце-король Італії.
- Іван I, Папа Римський.